# Bilbao (stacja metra)
Bilbao – stacja metra w Madrycie, na linii 1 i 4. Znajduje się na granicy dzielnic Chamberí i Centro, w Madrycie i zlokalizowana jest pomiędzy stacjami Iglesia, a Tribunal (linia 1) oraz Alonso Martínez i San Bernardo (linia 4). Została otwarta 17 października 1919.